# Муси (река, Суматра)
Муси́ (индон. Musi) — река в Индонезии, на юге острова Суматра. Длина около 500 км, площадь бассейна около 57000 км².

## Описание
Река начинается на склонах хребта Барисан (западный склон вулкана высотой 1975 метров); в среднем и нижнем течении протекает по заболоченной низменности. Впадает в пролив Банка, относящийся к Южно-Китайскому морю, при этом образует дельту. Река многоводна в течение всего года, питается в основном от атмосферных осадков. Судоходна на 360 км от устья, для морских судов — на 85 км (до города Палембанг).
На реке стоит один из крупнейших городов Суматры Палембанг, а также такие населённые пункты, как Чуруп, Кепахианг, Муаралакитан, Бабат, Секаю, Пладжу.
Река протекает на территории области влажного тропического климата (по классификации климата Кёппена, Af —тропический влажный). Среднегодовая температура в районе составляет 24 °C, самым тёплым месяцем является июль (средняя температура 26 °C), самым холодным февраль (со средней температурой 22 °C). Самым влажным месяцем является апрель.

## Галерея

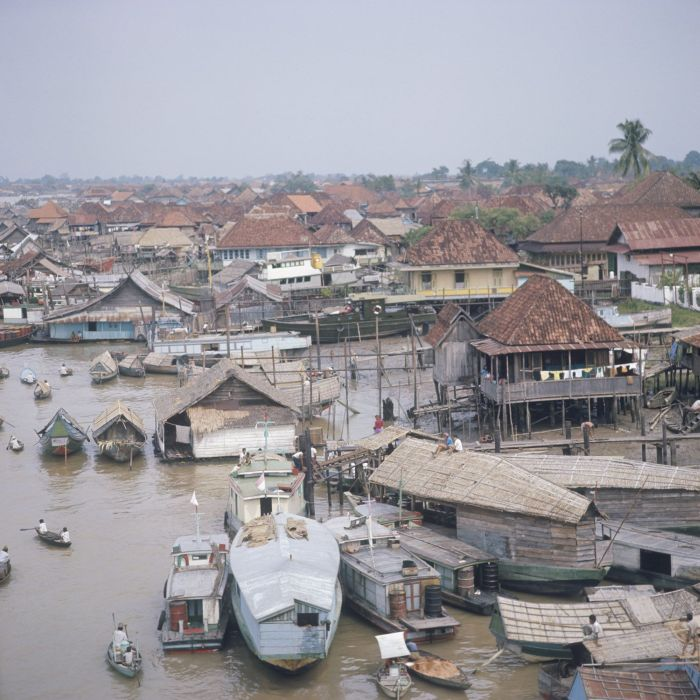
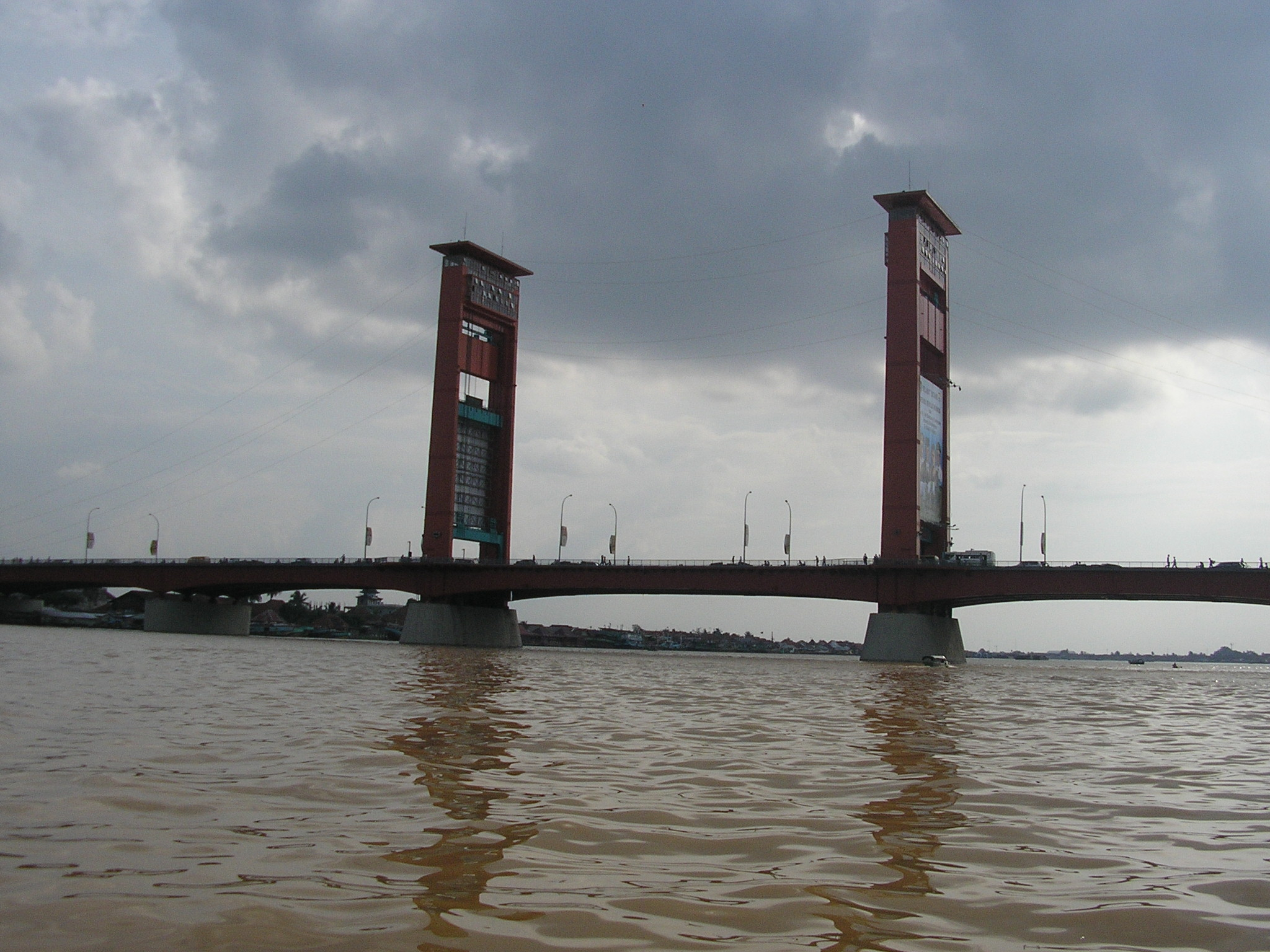
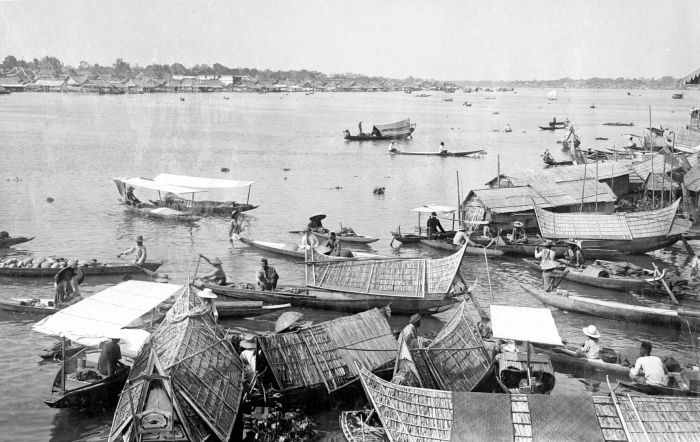
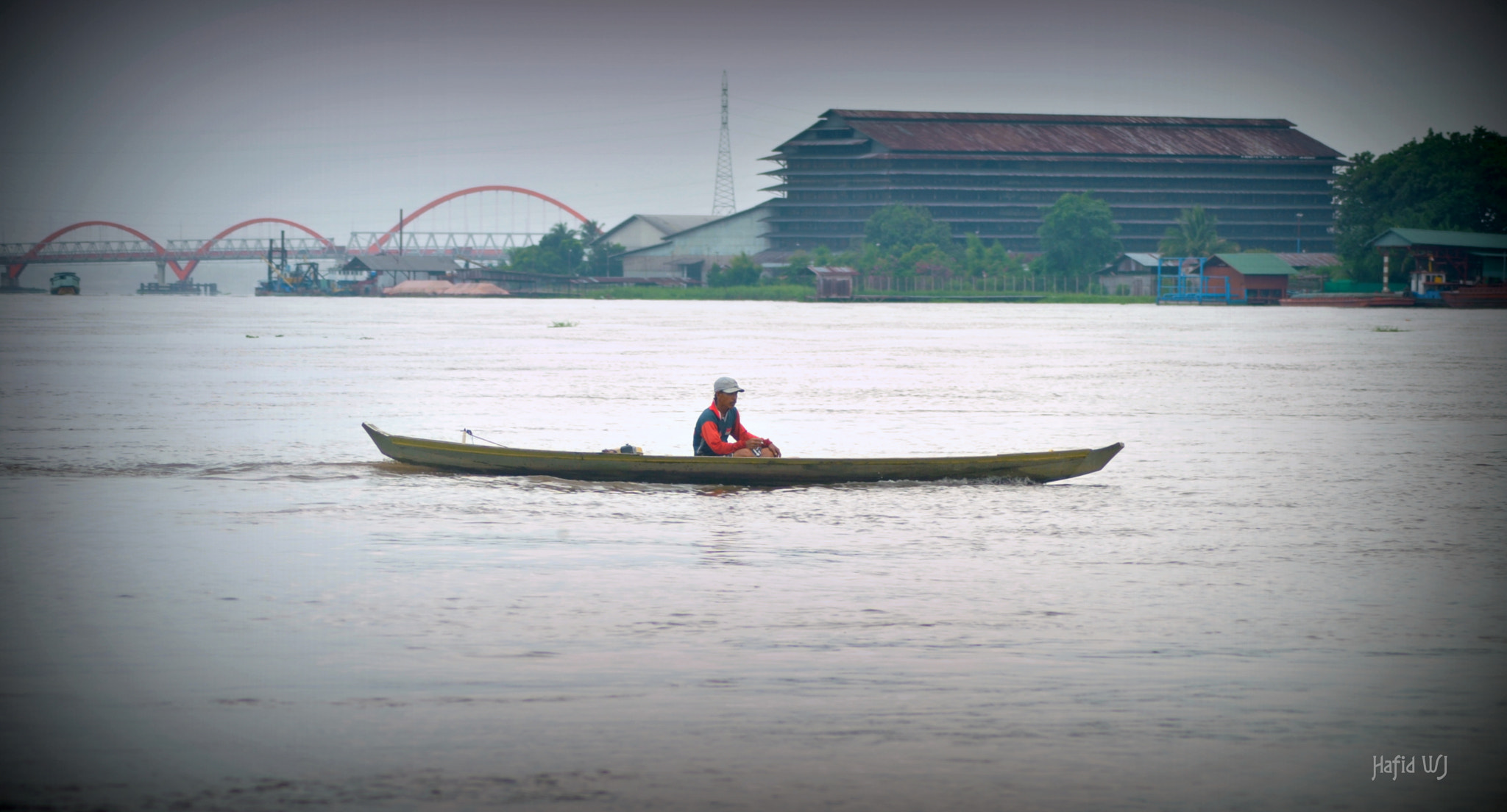